# Митрофаниевское кладбище (Санкт-Петербург)
Митрофа́ниевское (Митрофа́ньевское) кла́дбище — кладбище в Санкт-Петербурге, существовавшее с 1831 года до середины XX века. Находилось на территории между железнодорожными линиями к Балтийскому и Варшавскому вокзалам.
Кладбище делилось на православную и финскую лютеранскую части, до его закрытия в общей сложности число захоронений превысило 400 тыс. Рядом с территорией Митрофаниевского кладбища расположено Громовское кладбище.

## История
Кладбище было основано в 1831 году близ деревни Тентелевка в связи с разразившейся в городе эпидемией холеры, унесшей жизни 4757 человек. При этом оно подчинялось не церкви, а городской полиции. Площадь кладбища составляла 3 десятины. Отпеваний и панихид при погребении, как правило, не совершалось. Изначально кладбище называлось Тентелевским, а после постройки в 1847 году церкви во имя Святого Митрофана Воронежского получило название «Митрофаньевское».

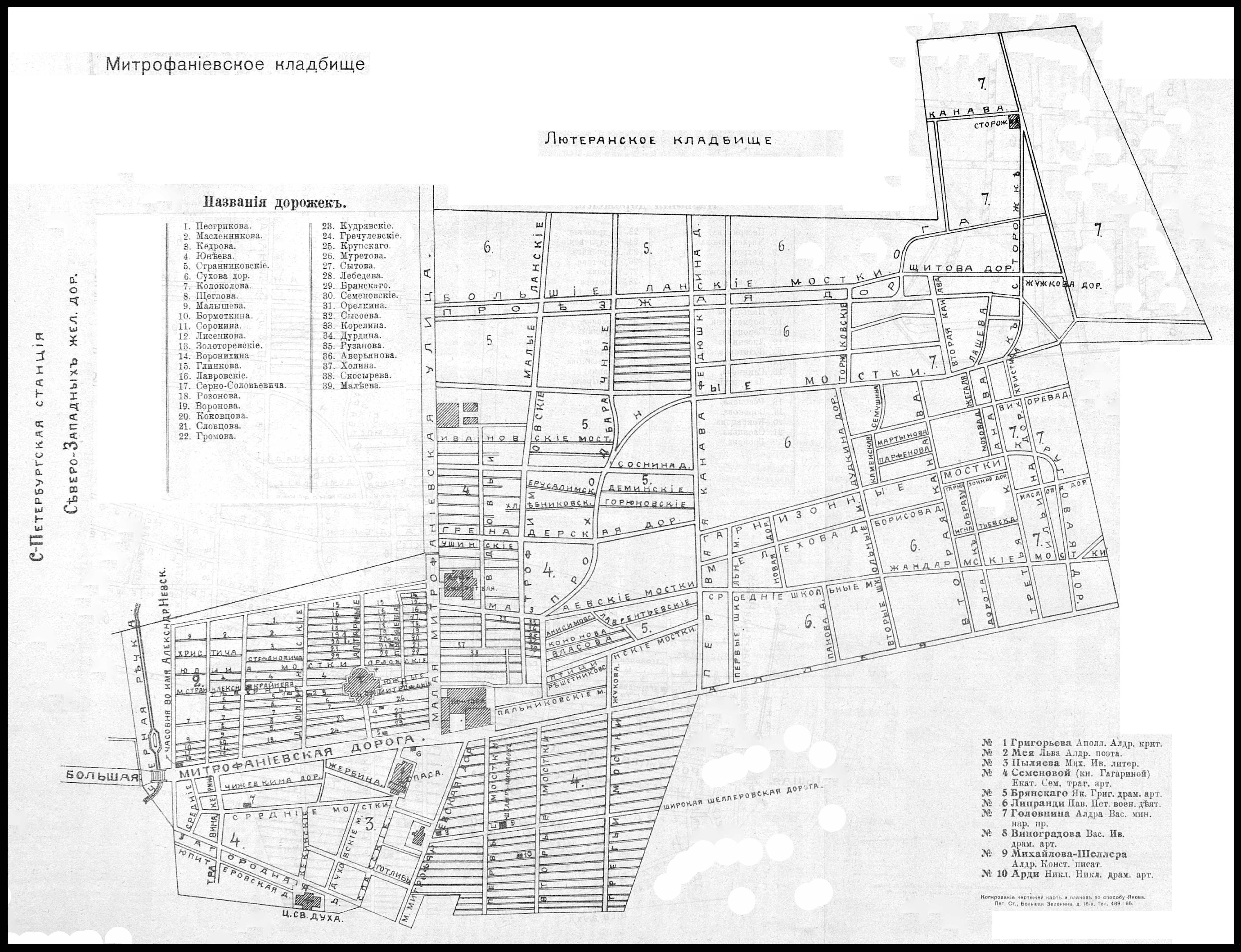
План кладбища, 1914 год

Указом Николая I от 11 (23) декабря 1834 года, рядом с холерным участком было учреждено обыкновенное городское православное кладбище. Решение об учреждении кладбища было принято императором на основании предложения министра внутренних дел Д. Н. Блудова, которое было поддержано митрополитом Серафимом. Впоследствии кладбище многократно расширяло свои границы: в 1838, 1848, 1860, 1865, 1871 и других годах. К началу XX века кладбище стало одним из самых больших в городе. Оно делилось на две части — православную и финско-евангелическо-лютеранскую, которую открыли позже православной, в 1845 году.
По данным краеведов Владимира Саитова, Александра Кобака и Юрия Приютко, в период с 1831 по 1929 год на кладбище были захоронены свыше 400 тысяч человек: 300 тыс. в православной части и 100 тыс. — в лютеранской. Здесь хоронили преимущественно людей среднего и невысокого достатка — среди них были купцы и чиновники среднего класса, литераторы и художники. Большую часть занимали участки, выделенные умерших в казённых учреждениях — больницах, полицейских участках, богадельнях, учебных заведениях.
В 1927 году было принято решение о немедленном закрытии кладбища для новых захоронений. В 1930-х годах несколько значимых могил были перенесены в Некрополь мастеров искусств и на Литераторские мостки. В годы блокады Ленинграда на кладбище вновь стали производиться захоронения, установлено минимум 92 погребения жителей близлежащих районов. В 1950-х годах на месте кладбища действовала барахолка, а в 1960-х годах землю отдали под склады, гаражи и свалки.

## Архитектура
Первым кладбищенским храмом стала небольшая деревянная церковь Измайловского полка, перенесённая на кладбище в 1835 году и освящённая во имя святителя Митрофана Воронежского. Согласно сведениям Санкт-Петербургской епархии за 1878 год временная деревянная церковь была построена в 1835 году на каменном фундаменте и покрыта листовым железом, не в последнюю очередь благодаря стараниям мещанки Февронии Комарской, которая похоронила на этом кладбище своих родственников, умерших от холеры. На постройку церкви она дала 3 тыс. рублей ассигнациями, а также организовала сбор пожертвований. Внесли деньги купец Пётр Милов, вице-адмиральша Головина и другие.
Согласно показаниям Комарской, церковь начала строиться на Духов день, и уже в августе была готова к освящению, с колокольней и куполами, имела размеры 6 саженей в поперечнике и 12 саженей в длину. Феврония Комарская дала на церковь утварь и ризницу, а также 8 колоколов, которые употреблялись и в 1878 году для призыва прихожан к богослужениям; иконостас пожертвовал Священный Синод, а образа собраны разновременно от разных лиц. Главный престол был освящён 20 октября 1835 года благочинным Никольского собора протоиереем Тимофеем Никольским и он же в 1841 году освятил второй придел в честь иконы Божией Матери «Неопалимая купина». И для этого престола жертвенник и все необходимые вещи предоставила Комарская. На следующий день после освящения главного престола к храму был определён священник Пётр Лебедев, и он же указом консистории от 19 ноября назначен строителем каменного храма от духовных властей. Первым церковным старостой стал купец 1-й гильдии Василий Григорьевич Жуков и исполнял обязанности с 12.04.1836 по 6 декабря этого же года, а затем служба его было продлена до 01.11.1837.
В 1859 году деревянная церковь была отремонтирована и освящена во имя Всемилостивого Спаса, а придел в честь иконы Божией Матери «Неопалимая купина» перенесён в левую сторону храма на место деревянной галереи. В 1883 году деревянное здание церкви было уничтожено во время пожара, но в этом же году его восстановили.
В 1839 году был заложен новый каменный трёхпридельный храм в честь святителя Митрофана Воронежского, строившийся по проекту архитектора К. А. Тона. Церковь была освящена в 1847 году. Храм был закрыт и снесён в 1929 году.
В 1885—1887 годах купец А. Л. Кекин на собственные средства возвёл над могилой сына церковь Сошествия Святого духа во имя Семи Эфесских мучеников, освящена 25 ноября 1887 года по старому стилю.
У ворот кладбища находилась часовня Александра Невского.
В 1912 году был заложен храм во имя Покрова Пресвятой Богородицы, проект архитектора Николая Мартьянова. Церковь была пятиглавой, бесстолпной, и оформлена в неорусском стиле по мотивам храмов древнего Суздаля.
До наших дней сохранился склеп-часовня, в народе называемый «склеп фрейлины». В 2019 бюро Рафаэля Даянова предложило проект реставрации здания, которое на данный момент вросло в землю практически наполовину.
Летом 2022 года на территории кладбища проходили археологические изыскания, в ходе которых был обнаружен подвальный этаж Храма Покрова Пресвятой Богородицы.

## Проекты застройки

### Проект комплексного развития
В 1997 году появились планы офисно-деловой застройки территории бывшего Митрофаниевского кладбища, получившие название «Измайловская перспектива». В 2007 году Постановлением Правительства Санкт-Петербурга от 17 июля 2007 г. № 864 «Об утверждении проекта планировки территории, ограниченной Московским пр., наб. Обводного кан., полосой отвода Балтийской линии Октябрьской железной дороги, Благодатной ул., в Адмиралтейском и Московском районах» был утверждён проект планировки территории, в 2008 году он был одобрен градостроительным советом города. Останки погребённых, которые могут быть найдены при строительстве, предполагалось перезахоронить на участке площадью в 1 гектар в районе бывшего Митрофаниевского храма, на месте которого должен быть установлен памятный знак и построена часовня по проекту архитектора Рафаэля Даянова.
Данное решение вызвало протесты общественности, так как, согласно действующему законодательству, территория бывших кладбищ может использоваться только под зелёные насаждения, строительство зданий и сооружений на их территории запрещено. С целью защитить кладбище от застройки была создана региональная общественная организация сохранения памяти предков «Санкт-Петербургский Митрофаниевский Союз», которая объединяет потомков лиц, погребённых на Митрофаниевском кладбище, а также волонтёров. Союз предложил проект развития этого района, согласно которому на всей территории кладбища предполагается создание мемориального парка, а также воссоздание храмов и часовен.
26 февраля 2009 года Комитет по градостроительству и архитектуре Правительства Санкт-Петербурга (КГА) под давлением общественности организовал выездное совещание на территорию бывших Громовского старообрядческого кладбища, Митрофаниевского православного и Финского лютеранского кладбищ, находящихся в границах проектируемого комплекса «Измайловская перспектива». Цель выезда — выяснение настоящего состояния территорий и переговоры с представителями Митрофаниевского союза и религиозных общин. В результате было принято решение о том, что для определения исторических границ уничтоженного Митрофаниевского кладбища и части Громовского кладбища, а также для определения ценности некрополей должна быть проведена историко-культурная экспертиза. Митрофаниевский союз совместно с Общиной финской церкви Св. Марии Евангелическо-лютеранской церкви Ингрии готовят историко-культурную экспертизу Митрофаниевского православного и лютеранского кладбища, а Громовская старообрядческая община — Громовского старообрядческого кладбища.
14 октября 2009 года на части территории Митрофаниевского кладбища на Малой Митрофаньевской улице были открыты временные мемориал Митрофаниевского кладбища и музей «Некрополь России». Сегодня эта временная мемориальная зона представляет собой участок земли около 100 м², на котором установлен металлический поклонный крест и установлены надгробия, найденные на территории Митрофаниевского кладбища в мусоре и при дорожных работах. На заборе вокруг временной мемориальной зоны установлены временные мемориальные доски из пластика, на которых помещены имена погребённых на Митрофаниевском кладбище военных инженеров, священников, дворян, погибших в блокаду жителей города, воинов, погибших во время Великой Отечественной войны и других именитых петербуржцев. Временную мемориальную зону открыл Председатель Правления Митрофаниевского союза В. К. Ушаков.
На проведение историко-культурной экспертизы Комитет по государственному контролю, использованию и охране памятников истории и культуры Правительства Санкт-Петербурга (КГИОП) выдал в апреле 2009 года задание. Историко-культурная экспертиза была выполнена Всероссийским обществом охраны памятников истории и культуры (ВООПИиК) при участии экспертов Ю. М. Пирютко, В. В. Антонова, А. В. Кобака, М. В. Шкаровского, А. А. Кононова и других в течение полугода и представлена в КГИОП в начале февраля 2010 года. Но по формальным признакам, касающимся оформления экспертиз, она была отклонена и возвращалась на доработку три раза, до настоящего времени Митрофаниевский союз занимается доработкой историко-культурной экспертизы.
2 июня 2010 года в культурно-досуговом центре «Московский» состоялись общественные слушания по внесению изменений в проект планировки территории «Измайловской перспективы» и слушания по проекту межевания этой территории. Изменения касались перенесения школы из одного квартала в другой. На слушаниях присутствовало около 80 человек — представителей общественности. Были заданы вопросы и предложения по изменению проекта планировки с учётом территории Митрофаниевского и Громовского кладбища. Все предложения и замечания вошли в протокол и заключение по результатам слушаний, но были проигнорированы и отклонены. После слушаний вышло Постановление Правительства Санкт-Петербурга от 9 августа 2010 года № 1054 «О внесении изменения в постановление Правительства Санкт-Петербурга от 17.07.2007 № 864», которое закрепило внесённые изменения.
Летом 2010 года была создана религиозная община Приход Храма Митрофана Воронежского РПЦ МП, которая планирует восстановить на территории кладбища снесённые храмы. Возникла традиция: каждую субботу в 12.00 члены общины проводят крестный ход от Балтийского вокзала на территорию Митрофаниевского кладбища, где совершается молебен. В мае 2011 года на территории холерного участка Митрофаниевского кладбища был освящён поклонный крест, установленный усилиями общины.
В начале 2011 года в результате переговоров активистов Митрофаниевского союза с членами Правительства Санкт-Петербурга и Комитета по градостроительству и архитектуре была достигнута договорённость о создании на территории Митрофаниевского кладбища мемориального дендрологического парка. В силу определённых экономических обстоятельств ОАО «Измайловская перспектива» отстранилось от дальнейшего проектирования проекта «Измайловская перспектива». КГА было принято решение о разделении проекта на несколько очередей. Первая очередь проекта состоит из территории, ограниченной набережной Обводного канала, Митрофаньевским шоссе, Малой Митрофаньевской улицей, Ташкентской улицей и Московским проспектом, в эту очередь попадает только часть Митрофаниевского кладбища — севернее Малой Митрофаньевской улицы и восточнее Митрофаньевского шоссе, та часть, на которой располагался храм Митрофана Воронежского и располагаются дома причта Митрофаниевского кладбища (Митрофаньевское шоссе, 4, 6, 8 и 10). Первую очередь проектировала ОАО «Желдорипотека» (дочерняя компания ОАО «РЖД»). Итогом договорённости стало полное исключение территории Митрофаниевского кладбища из первой очереди проектирования, что было закреплено Постановлением Правительства Санкт-Петербурга от 17 августа 2011 года № 1265 «О внесении изменений в постановление Правительства Санкт-Петербурга от 17.07.2007 № 864».
Весной 2011 года стало известно о том, что КГА 7 декабря 2009 года издал Распоряжение № 3803 «О предоставлении разрешения на условно разрешённый вид использования земельного участка», в котором идёт речь о размещении на Митрофаньевском шоссе, на месте холерного участка Митрофаниевского кладбища (с которого в 1831 году началась история некрополя), АЗС компании ЗАО «Петербургская топливная компания» (ЗАО «ПТК»). Этот участок расположен на противоположной стороне Митрофаньевского шоссе от участка, выведенного из проекта планировки Постановлением Правительства Санкт-Петербурга от 17 августа 2011 года № 1265 «О внесении изменений в постановление Правительства Санкт-Петербурга от 17.07.2007 № 864», именно на нём в мае 2011 года был установлен поклонный крест. В конце лета, 26 августа 2011 года, на холерном участке Митрофаниевского кладбища началась подготовка строительной площадки для возведения АЗС ЗАО «ПТК», об этом стало известно от членов прихода Св. Митрофана Воронежского. С 27 августа 2011 года представители прихода организовали круглосуточное дежурство — молитвенное стояние у поклонного креста, где началась установка временного забора строительной площадки. У ЗАО «ПТК» были на руках все необходимые документы для подготовки строительной площадки, в том числе на установку забора, не было только ордера на начало строительства. 30 августа губернатору Санкт-Петербурга Г. С. Полтавченко была направлена телеграмма заместителем председателя Митрофаниевского союза И. В. Поповым о происходящем на Митрофаниевском кладбище, с просьбой вмешаться в ситуацию.
В 2012 году градозащитники подали в суд на чиновников, требуя признать незаконными строительные объекты на его территории: поскольку значительное количество захоронений осталось в его земле, кладбище не может называться бывшим и на его территории разрешено только создание парковых зон.
14 февраля 2013 года Совет по сохранению культурного наследия при Правительстве Санкт-Петербурга поддержал выводы государственной историко-культурной экспертизы о включении кладбища в Единый государственный реестр объектов культурного наследия с уточнением его границ. В 2014 году территория получила статус культурного наследия регионального значения под названием объекта «Митрофаниевское кладбище (православное и лютеранское) с территорией и зданиями», включающим кладбище, церковный дом (Митрофаньевское шоссе, 4), здание церковно-приходской школы (Митрофаньевское шоссе, 6), два дома причта (Митрофаньевское шоссе, 8 и 10). Памятными местами признаны фундаменты храма Святого Митрофана Воронежского, церкви Всемилостивого Спаса, церкви Сошествия Святого Духа, часовни Святого Александра Невского, часовни странника Крайнева, часовни для отпеваний, церковного дома с часовней и службами Лютеранского кладбища. Затем Митрофаньевский союз разработал и согласовал в КГИОП проект устройства парка и мемориального комплекса на территории бывшего кладбища, однако реализации он не получил.

### Измайловский бульвар
Генеральный план развития Петербурга до 2050 года включает продление магистрали в створе Измайловского проспекта через территорию Митрофаньевского кладбища. Подобное решение рассматривалось ещё в 1930-е годы, но так и не было реализовано. После принятия нового генплана по кладбищу должны будут пройти туннель и эстакада.

## Захоронения
- Александров, Сергей Иванович (1846—1913) — инженер-генерал, укреплял морские крепости Свеаборг и Кронштадт.
- Арцеулов, Николай Алексеевич (1816—1863) — русский кораблестроитель XIX века, проектировщик паровых и первых броненосных кораблей военно-морского флота.
- Балашов, Пётр Иванович (ум. 1888) — живописец-пейзажист и гравёр.
- Боресков, Михаил Матвеевич (1829—1898) — инженер-генерал-лейтенант, специалист в области минного дела и военной электротехники, Почётный член электротехнического, Русского физико-химического и Русского технического Обществ. Его метод расчёта зарядов — так называемую формулу Борескова — применяют до сих пор при расчёте взрывных выемок и набросных плотин. Захоронение перенесено на Большеохтинское кладбище.
- Брусилов, Николай Петрович (1782—1849) — прозаик, издатель, критик.
- Брянский, Яков Григорьевич (1790—1853) — актёр.
- Булгаков, Фёдор Ильич (1852—1908) — литератор, искусствовед.
- Гавловский, Алексей Гаврилович (ум. 1891) — генерал-майор Русской императорской армии[32].
- Головнин, Александр Васильевич (1821—1886) — министр народного просвещения.
- Головнин, Василий Михайлович (1776—1831) — вице-адмирал, начальник кораблестроительного департамента.
- Григорьев, Аполлон Александрович (1822—1864) — литературный критик, поэт; захоронение перенесено на Литераторские мостки в 1934 г.
- Жихарев, Степан Петрович (1787—1860) — сенатор, мемуарист.
- Журавский, Дмитрий Иванович (1821—1891) — директор департамента железных дорог. Захоронение перенесено на Красненькое кладбище в 1951 году.
- Кадьян, Евгения Александровна (1852—1921) — вторая жена (с 1882/83 года) крупного русского юриста и сенатора Н. С. Таганцева.
- Киселевский, Иван Платонович (1839—1898) — актёр; захоронение перенесено в Некрополь мастеров искусств в 1936 году.
- Куроедов, Василий Петрович (1832—1888) — профессор Института гражданских инженеров.
- Липранди, Павел Петрович (1796—1864) — генерал от инфантерии.
- Лозина-Лозинский, Алексей Константинович (1886—1916) — поэт, переводчик.
- Марков, Андрей Андреевич (старший) (1856—1922) — математик, академик; захоронение перенесено на Литераторские мостки в 1954 году.
- Мей, Лев Александрович (1822—1862) — поэт, переводчик; захоронение перенесено на Литераторские мостки в 1935 году.
- Озерский, Александр Дмитриевич (1814—1880) — Томский губернатор.
- Перепелицын, Поликарп Дмитриевич (1818—1887) — полковник РИА, музыкант, композитор, историк музыки и музыкальный лексикограф.
- Поленов, Андрей Алексеевич (1787—1870) — инженер-генерал-лейтенант, директор Департамента ревизии отчётов Корпуса инженеров путей сообщения.
- Примо, Дмитрий Павлович (1774—1859) — генерал-цейхмейстер морской артиллерии.
- Пыляев, Михаил Иванович (1842—1899) — журналист, историк; захоронение перенесено на Литераторские мостки в 1930-х гг.
- Рыков, Иван Васильевич (генерал-лейтенант) (1798—1869) — генерал-лейтенант.
- Сабурова, Аграфена Тимофеевна (1795—1867) — актриса.
- Садовников, Василий Семёнович (1800—1879) — академик архитектуры.
- Семёнова, Екатерина Семёновна (1786—1849) — актриса; захоронение перенесено в Некрополь мастеров искусств в 1936 году.
- Серно-Соловьевич, Александр Константинович (1834—1871) — российский педагог и общественный деятель.
- Хлебникова, Татьяна Тертьевна (1802—1842) — инспектриса Училища глухонемых, жена Андрея Хлебникова, дочь Тертия Борноволокова.
- Шимановская, Мария (1789—1831) — пианистка.
- Шильдер, Николай Карлович (1842—1902) — генерал, начальник Николаевской инженерной академии, директор Публичной библиотеки, учёный-историк, член-корреспондент Академии наук.
- Шпигоцкий, Афанасий Григорьевич (1809—1889) — писатель, поэт, переводчик и фольклорист.

Согласно роману «Преступление и наказание», на Митрофаниевском кладбище был похоронен отставной титулярный советник Семён Захарович Мармеладов.

## В топонимике города
По церкви и кладбищу получили свои названия:
- Малая Митрофаньевская улица
- Митрофаньевский мост
- Митрофаньевский тупик
- Митрофаньевское шоссе[34]